# Rue René-Bazin
La rue René-Bazin est une voie publique du 16e arrondissement de Paris, en France. 

## Situation et accès
Cette rue, large de 12 mètres et longue de 112 mètres, est comprise uniquement entre la rue de l'Yvette (au no 17) à son début à la rue Henri-Heine (au no 24) à sa fin. Elle est composée de 13 numéros. C'est une rue essentiellement résidentielle qui ne comporte aucun commerce. Les plus proches sont situés dans la rue du Docteur-Blanche ou dans l'avenue Mozart. Elle est en sens unique à la circulation automobile de la rue de l'Yvette à la rue Henri-Heine.
La rue est desservie au plus proche par la ligne 9 à la station Jasmin.

## Origine du nom

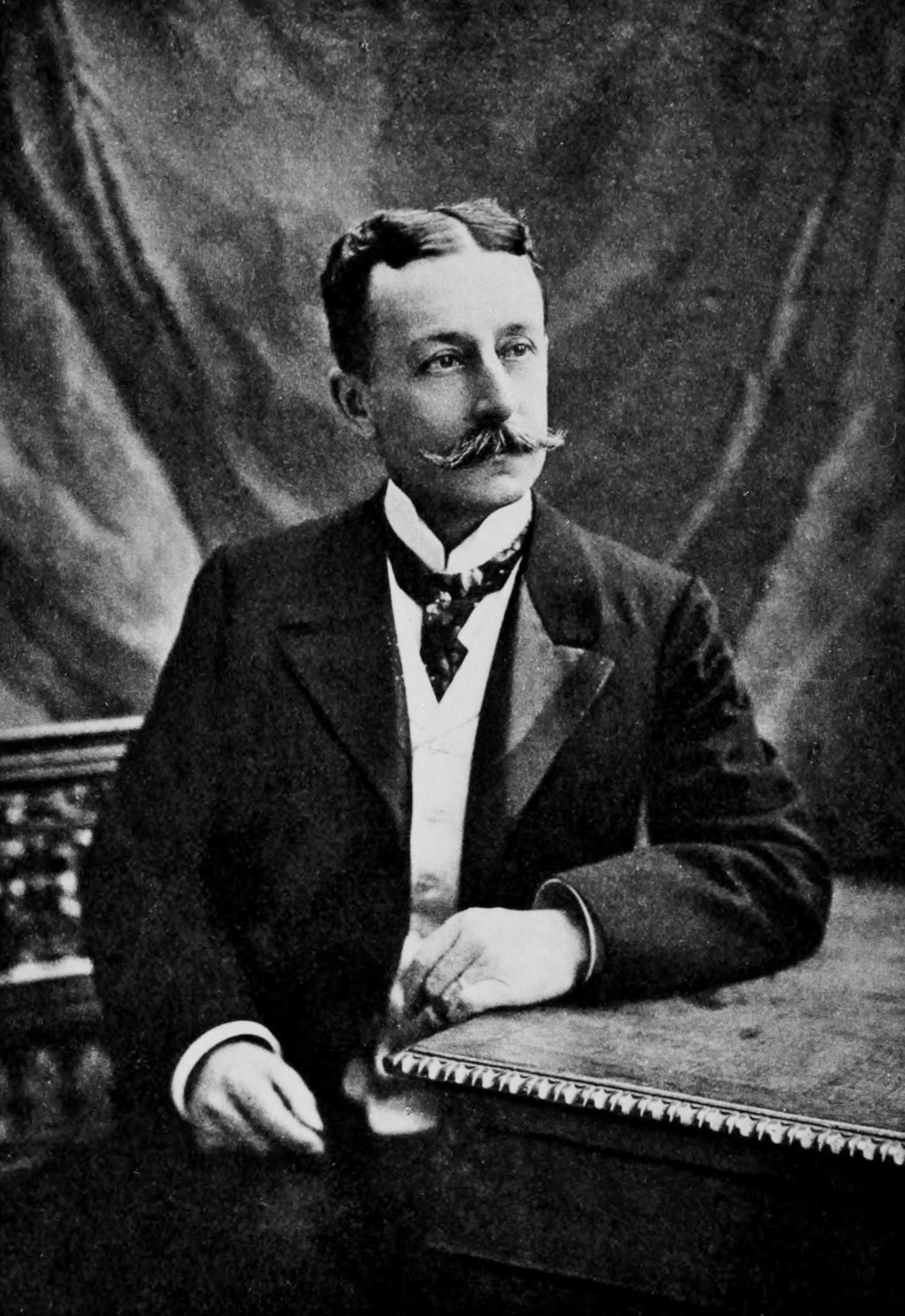
René Bazin.

Elle doit son nom à l'écrivain français René Bazin (1853-1932).

## Historique
Cette voie ouverte en 1895 sous le nom de « rue Pierre-Ducreux » prend sa dénomination actuelle par un arrêté du 5 août 1937.  

## Bâtiments remarquables et lieux de mémoire
- No 6 : au mois de novembre 1924, le sculpteur américain George Fite-Waters et son épouse vivaient à cette adresse[2].
- No 12 : immeuble de 1925 (architecte Jean Boucher).
- No 13 : les garde-corps de cet immeuble proviennent des ateliers de l'architecte Hector Guimard.